# 合唱交響曲 (ホルスト)
合唱交響曲（英語: Choral Symphony）は、1923年から1924年にかけてグスターヴ・ホルストが作曲した、ソプラノ独唱、合唱と管弦楽のための交響曲。テクストにはジョン・キーツの韻文が用いられている。初演は1925年10月7日にアルバート・コーツの指揮、ドロシー・シルクの独唱でリーズ・タウン・ホールにおいて行われた。3週間後には同じ顔触れによりロンドンのクイーンズ・ホールで2度目の公演が行われている。本作は合唱交響曲第1番と呼ばれることもあるが、構想されていた合唱交響曲第2番のスケッチは未完成の状態で、それ以上に書き進められることはなかった。

## 概要

### 作曲
ホルストは1923年には合唱作品の作曲家として高い評価を受けていた。同年に1925年開催のリーズ・トリエンナーレ音楽祭の実行委員に選出された彼は、そのイベントのために新作を作曲することになった。委嘱を承諾したホルストはテクストとしてジョン・キーツの詩に目を向け、自らの音楽的創造力を掻き立てる様々な節を無関係な箇所から採って曲付けを行った。序奏と第1楽章には『エンディミオン』の羊飼いの合唱と、同詩集の第4巻の「Roundelay」の詩節が用いられている。第2楽章は『ギリシャの古壺のオード』を用いて書かれた。スケルツォには『Extracts from an Opera』に収められた短編「Fancy and Folly's Song」が多く使用されている。終楽章にはキーツがフランシス・ボーモントとフレッチャーの戯曲の写しに書いた「Spirit here that reignest」から数行が選ばれ、そこへ『Hymn to Apollo』からの抜粋、『Ode to Apollo』のほぼ全体、そして頌歌『Bards of Passion and of Mirth』が続く。こうして、声楽パートは管弦楽に対する追加的要素として加わるのではなく音楽のテクスチュア全体に完全に統合されており、本作は4楽章の合唱交響曲として生み出されることになった。

### 評価
リーズで行われた初演は好評を博したように思われたものの、ロンドンでの再演は主にこの難曲には不適切なリハーサルが原因となり十分な効果を上げることができなかった。本作はこの悲惨な公演から立ち直ることが出来ず、数多くのご意見番が作品に嘲笑を投げかけていった。文学の純正主義者はキーツの詩から採られた無関係な要素が並置されていることに気分を害した。音楽評論家はホルストがバッカナールに十分な放蕩具合を注げていないことを非難し、作品に軽蔑を向けた。歌い手にとっては難しい作品だった。聴衆はほとんど熱狂を示さなかった。ホルストの親友であったレイフ・ヴォーン・ウィリアムズですら、この作品には「冷めた称賛」しか感じなかったことを認めている。最初の演奏を終え、本作は忘れ去られることとなる。ホルストの作曲家としての人気もこの頃を境に凋落していくのであった。

### 合唱交響曲第2番の構想
ホルストはジョージ・メレディスの詩を基に合唱交響協曲第2番の構想を開始していたが、取っ掛かりの断片的なスケッチをするに留まった。これらのスケッチは現在ロンドンにある大英博物館に収蔵されている。

## 楽曲構成
本作は伝統的な4楽章構成で書かれている。しかし、『ギリシャの古壺のオード』による箇所とスケルツォは単独で演奏することも可能である。
- 前奏曲: Invocation to Pan "O Thou, whose mighty palace roof doth hang"
- 第1楽章
  - Part 1. Song and Bacchanal: Beneath my palm tree, by the river side ("Song of the Indian Maid")
  - Part 2. Chorus: Whence came ye, merry Damsels, whence came ye?
  - Part 3. Solo: Within his car, aloft, young Bacchus stood
  - Part 4. Chorus: Whence came ye, jolly Satyrs, whence came ye?
  - Part 5. Solo: Onward the tiger and the leopard pants
  - Part 6. Chorus: Bacchus, young Bacchus! good or ill betide
- 第2楽章
  - Chorus: Ode on a Grecian Urn "Thou still unravish'd bride of quietness"
- 第3楽章
  - Part 1. Scherzo "Fancy" Chorus: Ever let the fancy roam ("Fancy")
  - Part 2. Folly's Song: When wedding fiddles are a-playing (Extracts from an Opera, FOLLY'S SONG)
- 第4楽章
  - Part 1. Solo: Spirit here that reignest!
  - Part 2. Chorus: God of the golden bow
  - Part 3. Solo: Then, through thy Temple wide, melodious swells
  - Part 4. Chorus: 'Tis awful silence then again
  - Part 5. Solo: Next thy Tasso's ardent numbers
  - Part 6. Chorus: But when Thou joinest with the Nine
  - Part 7. Solo: Spirit here that reignest!